# Serie C 2018/2019
Soutěžní ročník Serie C 2018/19 byl 5. ročník třetí nejvyšší italské fotbalové ligy. Soutěž začala 16. září 2018 a skončila 5. května 2019. Účastnilo se jí celkem 57 týmů rozdělené do tří skupin. Z každé skupiny postoupil vítěz přímo do druhé ligy. Během sezony se rozhodlo že do druhé ligy postoupí celkem 5 klubů místo čtyř. Čtvrtý a pátý klub postoupil přes play off.
Původně se mělo hrát ze 60 kluby, jenže po bankrotu tří klubů a sloučení dvou klubů se mělo začít z 57 kluby. Posléze bylo povoleno účasti ve třetí lize klubům: Cavese 1919, Imolese Calcio 1919 a Juventus FC U23.
Kvůli několika problémům se začátek sezony odložil na měsíc září. Dne 14. února 2019 byl klub SS Matera Calcio vyloučen z důvodu neodehrání čtyř po sobě jdoucích zápasů. Dne 18. února 2019 byl také vyloučen klub AS Pro Piacenza 1919 za neodehrání několik zápasů a při svém posledním zápase proti AC Cuneo 1905 nastoupil do zápasu s juniorským týmem (0:20) .
Pro následující sezonu nebyly přijaty tyto kluby:
- AC Mestre: v minulé sezóně se umístil na 10. místě ve skupině B, kvůli finančním problémům hrál v regionální ligu.
- AC Reggiana 1919: v minulé sezóně se umístil na 4. místě ve skupině B, kvůli finančním problémům hrál v nižší lize.
- SS Fidelis Andria 1928: v minulé sezóně se umístil na 16. místě ve skupině C, kvůli finančním problémům hrál v nižší lize.

Kluby  Bassano Virtus 55 Soccer Team a Vicenza Calcio se spojují a vzniká tak klub L.R. Vicenza Virtus. 

## Skupina A
| Poř. | Tým                               | Z  | V  | R  | P  | VG | OG | B    |
| ---- | --------------------------------- | -- | -- | -- | -- | -- | -- | ---- |
| 1.   | Virtus Entella                    | 37 | 22 | 9  | 6  | 58 | 26 | 75   |
| 2.   | Piacenza Calcio 1919              | 37 | 22 | 8  | 7  | 56 | 33 | 74   |
| 3.   | AC Pisa 1909                      | 37 | 19 | 12 | 6  | 47 | 28 | 69   |
| 4.   | SS Arezzo                         | 37 | 16 | 16 | 5  | 49 | 32 | 64   |
| 5.   | FC Pro Vercelli 1892              | 37 | 18 | 10 | 9  | 45 | 29 | 64   |
| 6.   | Robur Siena                       | 37 | 16 | 15 | 6  | 57 | 40 | 63   |
| 7.   | Carrarese Calcio 1908             | 37 | 19 | 5  | 13 | 65 | 46 | 62   |
| 8.   | Aurora Pro Patria 1919            | 37 | 16 | 9  | 12 | 43 | 36 | 57   |
| 9.   | Novara Calcio                     | 37 | 11 | 17 | 9  | 44 | 36 | 50   |
| 10.  | US Alessandria Calcio 1912        | 37 | 9  | 18 | 10 | 35 | 40 | 45   |
| 11.  | US Città di Pontedera             | 37 | 10 | 15 | 12 | 33 | 39 | 45   |
| 12.  | Juventus FC U23                   | 37 | 12 | 6  | 19 | 41 | 48 | 42   |
| 13.  | Olbia Calcio 1905                 | 37 | 9  | 11 | 17 | 40 | 49 | 38   |
| 14.  | Arzachena Costa Smeralda Calcio 3 | 37 | 12 | 2  | 23 | 28 | 54 | 37   |
| 15.  | US Pistoiese 1921                 | 37 | 9  | 8  | 20 | 36 | 47 | 35   |
| 16.  | AC Gozzano                        | 37 | 6  | 15 | 16 | 35 | 44 | 33   |
| 17.  | Albissola 2010                    | 37 | 6  | 10 | 21 | 33 | 59 | 28   |
| 18.  | AC Cuneo 1905 3                   | 37 | 11 | 14 | 12 | 29 | 36 | 26   |
| 19.  | AS Lucchese Libertas 1905 2       | 37 | 9  | 18 | 10 | 45 | 40 | 22   |
| 20.  | AS Pro Piacenza 1919 1            | 19 | 0  | 0  | 19 | 0  | 57 | -16* |

Poznámky
- Z = Odehrané zápasy; V = Vítězství; R = Remízy; P = Prohry; VG = Vstřelené góly; OG = Obdržené góly; B = Body
- za výhru 3 body, za remízu 1 bod, za prohru 0 bodů.
- 1  AS Pro Piacenza 1919 bylo odečteno 16 bodů a pak byli vyloučeni ze soutěže a klub přestal existovat.
- 2  AS Lucchese Libertas 1905 byl odečteno 23 bodů.
- 3  AC Cuneo 1905 byl odečteno 21 bodů.
- 4  Arzachena Costa Smeralda Calcio byl odečten 1 bod.

|  | Přímý postup do Serie B 2019/20 |
|  | Play off                        |
|  | Play out                        |
|  | Přímý sestup do Serie D 2019/20 |

### Play out
Boj o udržení v Serii C.
AS Lucchese Libertas 1905 – AC Cuneo 1905 2:0, 0:1
Sestup do Serie D 2019/20 měl klub AC Cuneo 1905.

## Skupina B
| Poř. | Tým                        | Z  | V  | R  | P  | VG | OG | B  |
| ---- | -------------------------- | -- | -- | -- | -- | -- | -- | -- |
| 1.   | Pordenone Calcio           | 38 | 19 | 16 | 3  | 56 | 32 | 73 |
| 2.   | US Triestina Calcio 1918 1 | 38 | 19 | 11 | 8  | 60 | 33 | 67 |
| 3.   | Imolese Calcio 1919        | 38 | 15 | 17 | 6  | 51 | 33 | 62 |
| 4.   | Feralpisalò                | 38 | 17 | 11 | 10 | 50 | 41 | 62 |
| 5.   | AC Monza                   | 38 | 16 | 12 | 10 | 45 | 35 | 60 |
| 6.   | FC Südtirol                | 38 | 13 | 16 | 9  | 42 | 33 | 55 |
| 7.   | Ravenna FC 1913            | 38 | 14 | 13 | 11 | 39 | 38 | 55 |
| 8.   | L.R. Vicenza Virtus        | 38 | 11 | 18 | 9  | 43 | 38 | 51 |
| 9.   | SS Sambenedettese          | 38 | 11 | 17 | 10 | 40 | 40 | 50 |
| 10.  | Fermana FC                 | 38 | 12 | 11 | 15 | 21 | 35 | 47 |
| 11.  | Ternana Calcio             | 38 | 9  | 17 | 12 | 39 | 40 | 44 |
| 12.  | AS Gubbio 1910             | 38 | 9  | 17 | 12 | 35 | 45 | 44 |
| 13.  | SS Teramo Calcio           | 38 | 10 | 13 | 15 | 36 | 46 | 43 |
| 14.  | UC AlbinoLeffe             | 38 | 9  | 16 | 13 | 31 | 35 | 43 |
| 15.  | Vis Pesaro dal 1898        | 38 | 9  | 15 | 14 | 29 | 31 | 42 |
| 16.  | AS Giana Erminio           | 38 | 8  | 18 | 12 | 42 | 50 | 42 |
| 17.  | AC Renate                  | 38 | 8  | 15 | 15 | 23 | 33 | 39 |
| 18.  | Rimini FC                  | 38 | 8  | 15 | 15 | 28 | 44 | 39 |
| 19.  | Virtusvecomp Verona        | 38 | 10 | 8  | 20 | 36 | 50 | 38 |
| 20.  | Alma Juventus Fano 1906    | 38 | 8  | 14 | 16 | 18 | 32 | 38 |

Poznámky
- Z = Odehrané zápasy; V = Vítězství; R = Remízy; P = Prohry; VG = Vstřelené góly; OG = Obdržené góly; B = Body
- za výhru 3 body, za remízu 1 bod, za prohru 0 bodů.
- 1  klub US Triestina Calcio 1918 byl odečten 1 bod.

|  | Přímý postup do Serie B 2019/20 |
|  | Play off                        |
|  | Play out                        |
|  | Přímý sestup do Serie D 2019/20 |

### Play out
Boj o udržení v Serii C.
Virtusvecomp Verona – Rimini FC 1:0, 0:2
Sestup do Serie D 2019/20 měl klub Virtusvecomp Verona.

## Skupina C
| Poř. | Tým                       | Z  | V  | R  | P  | VG | OG | B    |
| ---- | ------------------------- | -- | -- | -- | -- | -- | -- | ---- |
| 1.   | SS Juve Stabia 6          | 36 | 22 | 12 | 2  | 63 | 18 | 77   |
| 2.   | Trapani Calcio 6          | 36 | 22 | 8  | 6  | 60 | 34 | 73   |
| 3.   | US Catanzaro 1929         | 36 | 20 | 7  | 9  | 65 | 32 | 67   |
| 4.   | Calcio Catania            | 36 | 19 | 8  | 9  | 48 | 29 | 65   |
| 5.   | Potenza Calcio            | 36 | 14 | 15 | 7  | 45 | 32 | 57   |
| 6.   | Virtus Francavilla Calcio | 36 | 16 | 7  | 13 | 42 | 39 | 55   |
| 7.   | Urbs Reggina 1914 3       | 36 | 16 | 8  | 12 | 45 | 33 | 52   |
| 8.   | SS Monopoli 1966 5        | 36 | 13 | 14 | 9  | 41 | 31 | 51   |
| 9.   | Casertana FC              | 36 | 13 | 12 | 11 | 46 | 38 | 51   |
| 10.  | Rende Calcio 1968 6       | 36 | 14 | 6  | 16 | 46 | 45 | 47   |
| 11.  | Cavese 1919               | 36 | 11 | 14 | 11 | 49 | 50 | 47   |
| 12.  | AS Viterbese Castrense    | 36 | 12 | 9  | 15 | 39 | 44 | 45   |
| 13.  | Sicula Leonzio            | 36 | 11 | 9  | 16 | 33 | 42 | 42   |
| 14.  | US Vibonese Calcio        | 36 | 10 | 12 | 14 | 33 | 37 | 42   |
| 15.  | FC Rieti 3                | 36 | 12 | 7  | 17 | 33 | 43 | 39   |
| 16.  | ASD Siracusa 2            | 36 | 12 | 6  | 18 | 34 | 44 | 36   |
| 17.  | AS Bisceglie 4            | 36 | 7  | 11 | 18 | 22 | 41 | 29   |
| 18.  | Paganese Calcio 1926      | 36 | 4  | 11 | 21 | 36 | 72 | 23   |
| 19.  | SS Matera Calcio 1        | 36 | 4  | 4  | 28 | 16 | 91 | -18* |

Poznámky
- Z = Odehrané zápasy; V = Vítězství; R = Remízy; P = Prohry; VG = Vstřelené góly; OG = Obdržené góly; B = Body
- za výhru 3 body, za remízu 1 bod, za prohru 0 bodů.
- 1  SS Matera Calcio bylo odečteno 34 bodů a poté byl vyloučen ze soutěže.
- 2  ASD Siracusa bylo odečteno 6 bodů.
- 3  Urbs Reggina 1914 a FC Rieti byly odečteny 4 body.
- 4  AS Bisceglie byly odečteny 3 body.
- 5  SS Monopoli 1966 byly odečteny 2 body.
- 6  SS Juve Stabia, Trapani Calcio a Rende Calcio 1968 byl jim odečten 1 bod.

|  | Přímý postup do Serie B 2019/20 |
|  | Play off                        |
|  | Play out                        |
|  | Přímý sestup do Serie D 2019/20 |

### Play out
Boj o udržení v Serii C.
Paganese Calcio 1926 – AS Bisceglie 2:1, 3:4
Sestup do Serie D 2019/20 měl klub Paganese Calcio 1926.

## Play off
Boj o postupující místo do Serie B 2018/19.

### 1. předkolo
FC Pro Vercelli 1892 – US Alessandria Calcio 1912 3:1

Robur Siena – Novara Calcio 0:1

Carrarese Calcio 1908 – Aurora Pro Patria 1919 2:0

AC Monza – Fermana FC 2:0

FC Südtirol – SS Sambenedettese 1:0

Ravenna FC 1913 – L.R. Vicenza Virtus 1:1

Potenza Calcio – Rende Calcio 1968 0:0

Virtus Francavilla Calcio – Casertana FC 1:0

Urbs Reggina 1914 – SS Monopoli 1966 1:1
- tučné znamená postup

### 2. předkolo
SS Arezzo – Novara Calcio 2:2

FC Pro Vercelli 1892 – Carrarese Calcio 1908 1:2

AC Monza – FC Südtirol 3:3

Feralpisalò – Ravenna FC 1913 0:0

Calcio Catania – Urbs Reggina 1914 4:1

Potenza Calcio – Virtus Francavilla Calcio 3:1

### Čtvrtfinále
Carrarese Calcio 1908 – AC Pisa 1909 2:2, 1:2

AC Monza – Imolese Calcio 1919 1:3, 3:1

Feralpisalò – US Catanzaro 1929 1:0, 2:2

Potenza Calcio – Calcio Catania 2:1, 2:0

SS Arezzo – AS Viterbese Castrense 3:0, 2:0

### Semifinále
Imolese Calcio 1919 – Piacenza Calcio 1919 0:2, 2:1

Feralpisalò – US Triestina Calcio 1918 1:1, 0:2

Calcio Catania – Trapani Calcio 2:2, 1:1

SS Arezzo – AC Pisa 1909 2:3, 0:1

### Finále
Piacenza Calcio 1919 – Trapani Calcio 0:0, 0:2

AC Pisa 1909 – US Triestina Calcio 1918 2:2, 3:1 v (prodl.)
Postup do Serie B 2019/20 měly kluby Trapani Calcio a AC Pisa 1909.

## Play out
Boj o sestupové místo do Serie D 2019/20.
AS Lucchese Libertas 1905 – AS Bisceglie 1:0, 0:1 (3:2 na pen.)
Sestup do Serie D 2019/20 měl klub AS Bisceglie.